# Maleens Knoll
Maleens Knoll er en klit på halvøen Ejdersted i det sydvestlige Nordfrisland / Sydslesvig. Den 16,6 meter høje klit er beliggende mellem landsbyerne Sankt Peter (Ulstrup) og Ording i et let kuperet klit- og skovområde bag stranden. På klittens top er der en udsigstsplatform af træ, herfra har man direkte kig til stranden og skovplantager omkring. Navnet går tilbage til et lokalt sagn om pigen Maleen, som ventede her sin kærestes hjemkomst fra søen.